# Штефанеску Делавранча, Барбу
Барбу Штефанеску Делавранча (настоящие имя и фамилия — Барбу Штефанеску) (рум. Barbu Ştefănescu Delavrancea; 11 апреля 1858, близ Бухареста — 29 апреля 1918, Яссы) — румынский писатель, поэт, публицист, политический деятель. Член Румынской академии (с 1912). Один из ведущих деятелей национального возрождения Румынии.

## Биография

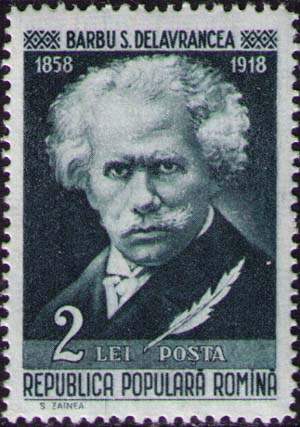
Барбу Штефанеску Делавранча на почтовой марке Румынии. 1958 г.

Родился Барбу Штефанеску 11 апреля 1858 года в Бухаресте, Румыния, в многодетной семье. Изучал право в университете Бухареста, затем учился в Париже. В 1884 вернулся на родину, начал сотрудничать с румынской национально-демократической и социалистической печатью.
В конце жизни Делавранча был депутатом и министром общественных работ.
Умер и похоронен в Яссах.
Его дочь Целла Делавранча (1887—1991), румынская пианистка, писательница.

## Творчество
Автор реалистических новелл с акцентами социально-общественной критики, поэм в прозе, драматических произведений.
Как поэт дебютировал в 1877 со стихами в газете «Свободная Румыния». Как новеллист дебютировал в 1883 году. Его первая книга рассказов «Султэникэ» (1883) посвящена жизни села. Реалистический талант писателя в полной мере проявился в новеллистическом сборнике «Паразиты» (1893), раскрывающем картину морального упадка общества. В цикле исторических трагедий «Закат солнца» (1909), «Буран» (1910), «Звезда» (1911) Б. Делавранча обратился к прошлому страны, воскрешая драматические ситуации внутренних междоусобиц, неизбежно сопутствовавших многовековой борьбе за независимость.
Как и бо́льшая часть менее значительных писателей Румынии, отражал в своём творчестве недовольство значительных слоев интеллигенции конца XIX века, недовольство, созданное медленным развитием капитализма в Румынии вследствие сохранения крупных полуфеодальных пережитков.